# Jun Ichimori
Jun Ichimori (japanisch 一森 純, Ichimori Jun; * 2. Juli 1991 in der Präfektur Osaka) ist ein japanischer Fußballspieler.

## Karriere
Jun Ichimori erlernte das Fußballspielen in der Jugendmannschaft von Cerezo Osaka sowie in der Universitätsmannschaft der Kwansei-Gakuin-Universität. Seinen ersten Vertrag unterschrieb er 2014 beim Renofa Yamaguchi FC. Der Verein aus Yamaguchi, einer Großstadt in der Präfektur Yamaguchi auf Honshū, der Hauptinsel Japans, spielte in der Japan Football League. 2014 belegte der Verein den vierten Platz und stieg in die dritte Liga auf. Meister der J3 wurde er 2015 und stieg in die zweite Liga auf. 2017 unterschrieb er einen Vertrag beim Ligakonkurrenten Fagiano Okayama in Okayama. Nach 90 Zweitligaspielen verließ er Ende 2019 den Verein. Anfang 2020 schloss er sich dem Erstligisten Gamba Osaka aus Suita an. Nach insgesamt neun Ligaspielen wechselte er im Februar 2023 auf Leihbasis zum ebenfalls in der ersten Liga spielenden Yokohama F. Marinos. Am Ende der Saison 2023, in der er 27-mal in der ersten Liga zum Einsatz kam, wurde er mit den Marinos Vizemeister. Nach der Ausleihe kehrte er Ende Januar 2024 zu Gamba zurück. Am 24. November 2024 stand er mit Gamba im Endspiel des Kaiserpokals. Hier verlor man 1:0 gegen Vissel Kōbe.

## Erfolge
Renofa Yamaguchi FC
- Japanischer Drittligameister: 2015  ▲

Yokohama F. Marinos
- Japanischer Vizemeister: 2023

Gamba Osaka
- Japanischer Pokalfinalist: 2024